# Wendy Williams (attrice pornografica)
Wendy Williams (Pikeville, 3 maggio 1974) è un'ex attrice pornografica e regista statunitense.

## Biografia e carriera pornografica
Williams è cresciuta a Pikeville, nel Kentucky. La sua famiglia lavorava nelle miniere di carbone locali. Williams si è laureata presso la Eastern Kentucky University nel 1997 in Comunicazione. Ha lavorato come cameriera in un bar e lì ha incontrato un amico che le ha mostrato il sito dell'attrice transessuale Meghan Chavalier, così anche lei ha lanciato il suo sito nel 2002. Ha scelto Wendy Williams come nome d'arte su suggerimento di una drag performer con cui lavorava negli anni '90 in un club gay e lo ha mantenuto anche nell'industria a luci rosse.
Nel 2003, a seguito dell'incontro con l'attrice Joanna Jet su un set pornografico, ha deciso di entrare nell'industria, cominciando a girare Wendy's Wild Shemales, il suo primo video proprio insieme a Joanna Jet. Nel 2005 ha creato la propria casa di produzione.
Ha deciso così di tornare a casa in Kentucky dove ha iniziato a girare e produrre per la Hot Wendy Productions. Nel 2009 ha ottenuto il suo primo AVN Awards come miglior attrice transessuale e l'anno successivo anche il suo primo XBIZ Awards. Nel 2014 è stata inserita nella Hall of Fame degli AVN.
Nel 2019 ha annunciato il ritiro dalla sua carriera da attrice pornografica, dopo aver girato oltre 70 scene e averne dirette 17. Dopo la fine della sua carriera, ha avviato un'azienda di cosmetici, la Painted By Wendy.

## Riconoscimenti
- AVN Awards
  - 2009 – Transexual Performer of the Year[9]
  - 2014 – Hall of Fame - Video Branch[10]

- XBIZ Awards
  - 2010 – Transexual Performer of the Year[11]
  - 2012 – Transexual Site of the Year[12]
- Tranny Awards
  - 2010 – Best Solo TG Website[13]
  - 2017 – Lifetime Achievement Award[14]